# دندن
دندن (انگلیسی: Denden؛ زادهٔ ۲۳ ژانویهٔ ۱۹۵۰) یک هنرپیشه اهل ژاپن است.
از فیلم‌ها یا برنامه‌های تلویزیونی که وی در آن نقش داشته‌است می‌توان به اورکا، مثل یک عاشق، اوزوماکی اشاره کرد.